# Hövding (cykelhjälm)
Hövding är en krockkudde för cyklister för skydd av huvudet och också namnet på det företag som tillverkar produkten. Skyddet uppfanns av svenskorna Anna Haupt och Terese Alstin 2005. Produkten färdigställdes och lanserades 2011. Till skillnad den traditionella cykelhjälmen som är gjord av ett hårt material (ofta plast och frigolit) och sitter som ett skyddande hölje på huvudet fungerar Hövding istället på samma sätt som en krockkudde som bäraren har runt nacken. Hövding registrerar cyklistens rörelser 200 ggr/sek. Om en olycka inträffar blåser airbagen inuti kragen upp på 0,1 sek och fixerar nacken samt skyddar huvudet mot skallskador. 
Efter att vissa av bolagets produkter förbjudits i Tyskland och Sverige, samt utreddes i andra i länder, ansökte bolaget om konkurs i december 2023

## Bakgrund och fakta

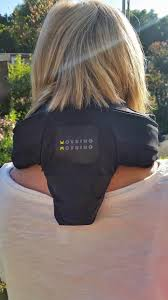
Hövding cykelhjälm

Idén till Hövding kom i samband med införandet av obligatorisk hjälmanvändning för barn upp till 15 år i Sverige och debatt om hjälmtvång även för vuxna var aktuellt. Anna Haupt och Terese Alstin tog sitt examensarbete i industridesign vid Lunds universitet som tillfälle att prova att utveckla en prototyp på en cykelhjälm som skulle fungera på samma sätt som en krockkudde.  I deras studier ingick jämförelsen av accelerometerdata från cykelkrockar mot "typisk" cykling. Hövding innehåller accelerometrar som upptäcker dessa ovanliga rörelser som sedan löser ut krockkudden om rörelsemönster matchar profilen av en krasch. Varje Hövding innehåller också en "svart låda" som registrerar accelerometerdata 10 sekunder innan en utlösning. Dessa data kan användas av Hövdings utvecklare att förbättra produkten. Hövding är konstruerad av ett vattentätt material, och har utbytbara skal som bland annat tillåter färganpassning.
Hövding är CE-certifierad efter att ha genomgått en omfattande process för godkännande av Sveriges Tekniska Forskningsinstitut (SP). CE-märkning krävs för att en cykelhjälm för att kunna säljas i EU och intygar att hjälmen uppfyller kraven i EU-direktivet för personlig skyddsutrustning.
I mars 2015 släpptes Hövding 2.0. Den har ett antal förbättringar baseras på feedback från användarna. Dessa inkluderar förbättringar av vikt, komfort och förändring i placeringen av USB-porten.
Konsumentverket beslutade den 15 december 2023 att Hövding 3.0 förbjuds att säljas i Sverige och existerande exemplar ska återkallas. Detta på grund av allvarliga säkerhetsproblem.

## Bolaget Hövding Sverige AB
Enligt tester vid Stanford University har airbagsystemet visat sig ge upp till åtta gånger bättre skydd än traditionella cykelhjälmar.
Grundarna Anna Haupt och Theres Alstin lämnade företaget i december 2014 respektive februari 2015 efter oenighet med VD om bolagets vision.
2012 återkallade bolaget alla sålda cykelhjälmar efter att en användare rapporterat ett konstruktionsfel. Felet innebar att blixtlåset hade öppnat sig själv vid utlösningen av hjälmen. Ingen skadades av konstruktionsfelet.
Hövding såldes i början av 2017 i mer än 600 butiker och webshoppar i 15 länder i Europa samt i Japan. 
Bolaget ansökte 21 december 2023 om konkurs.